# Królewskie grobowce w Selcë e Poshtme
Królewskie grobowce w Selcë e Poshtme – iliryjskie kamienne grobowce wybudowane w III wieku p.n.e., we wsi Selcë e Poshtme.
W 1996 roku zostały wpisane na listę informacyjną UNESCO.

## Położenie
Grobowce znajdują się we wsi Selcë e Poshtme, w okręgu Pogradec, w Albanii. Położone są na prawym brzegu rzeki Shkumbin na wysokości 1040 m n.p.m.

## Historia
W III wieku p.n.e. wyryto w skale pięć monumentalnych grobowców. Zostały wybudowane w stylu jońskim. W jednym z nich znaleziono bogaty zbiór broni, naczyń z brązu i terakoty oraz złotej biżuterii. Grobowce zostały odkryte w wyniku wykopalisk archeologicznych prowadzonych w latach 1964–1972, na terenie wsi Selcë e Poshtme.

## Galeria

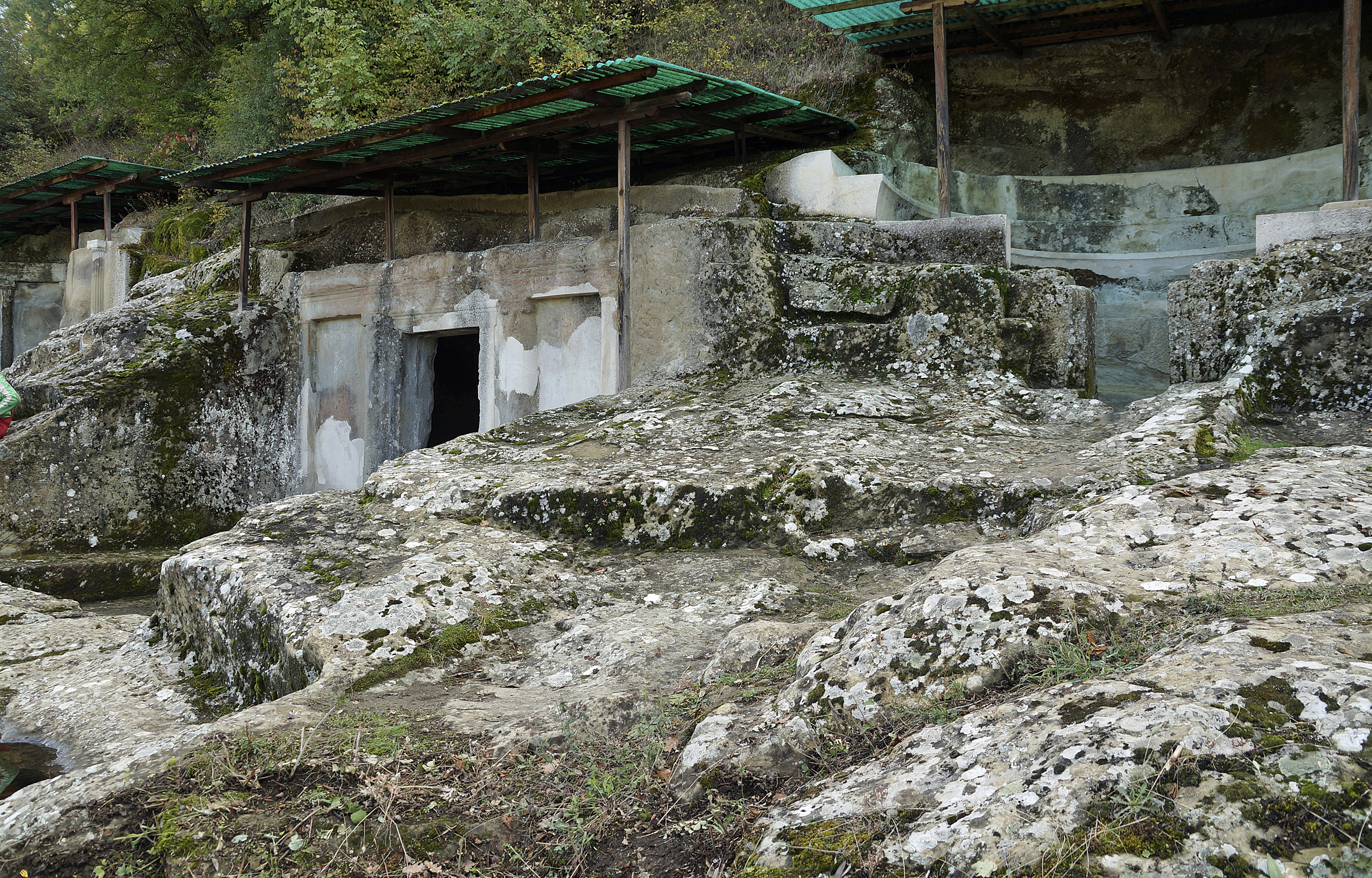
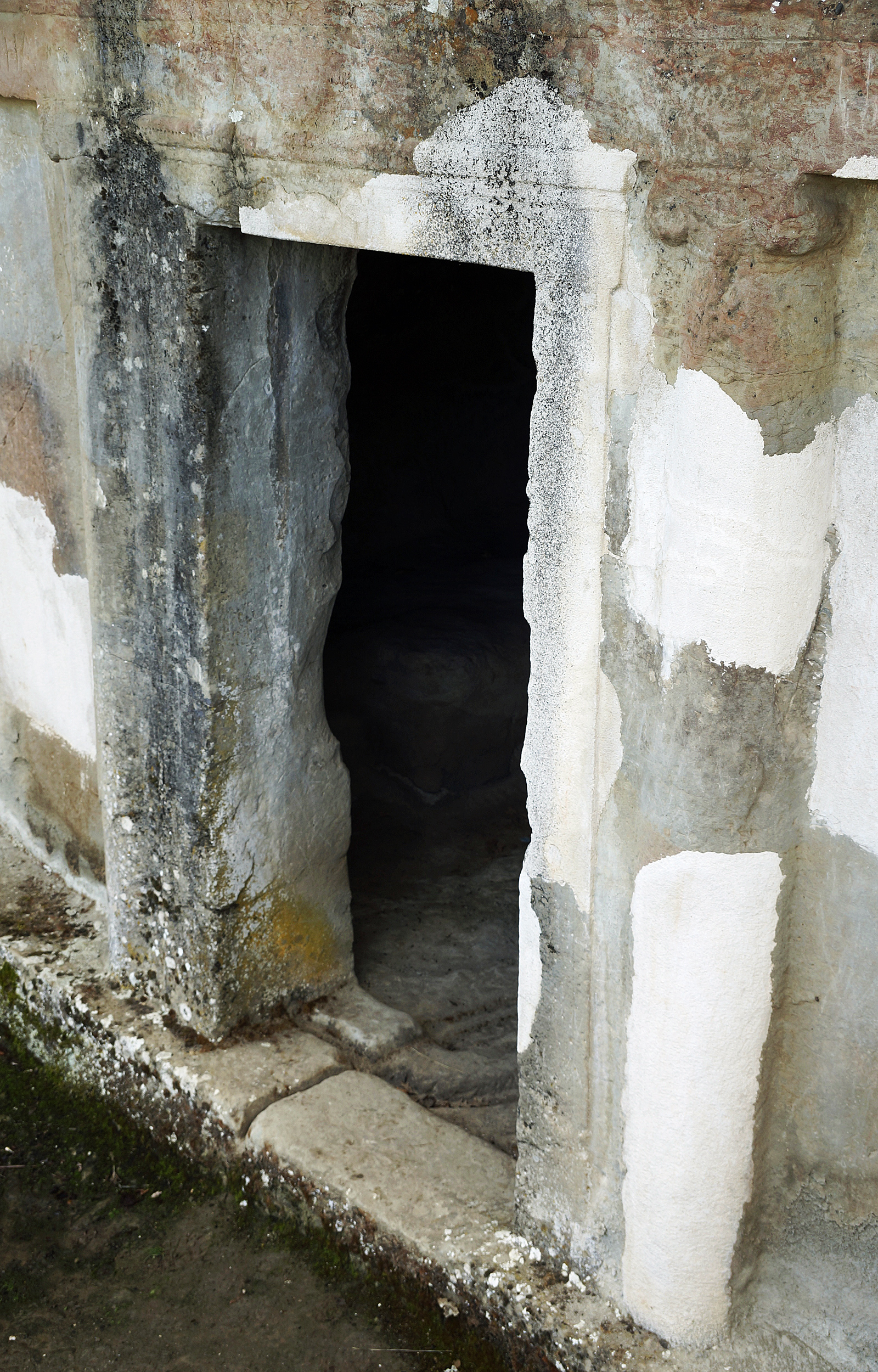
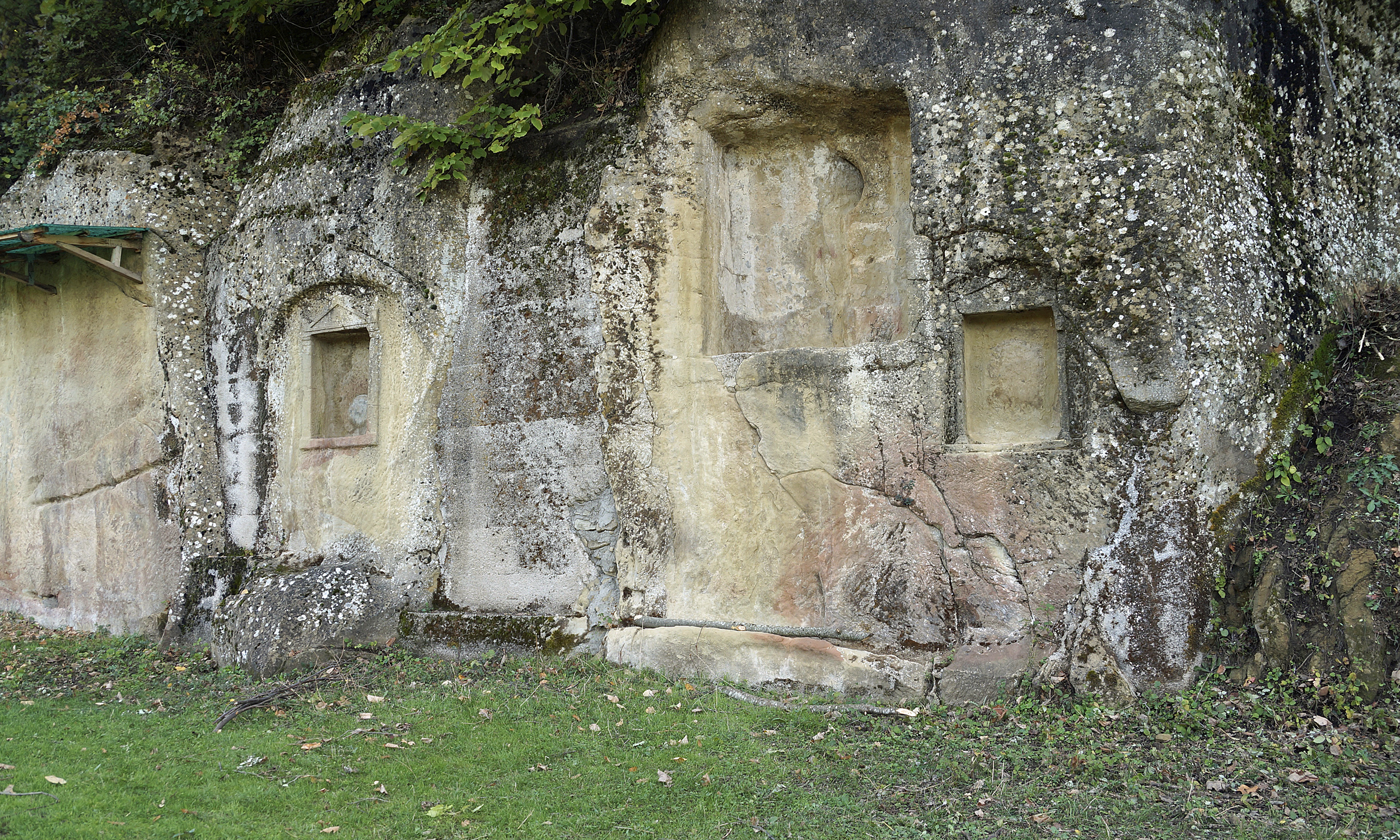
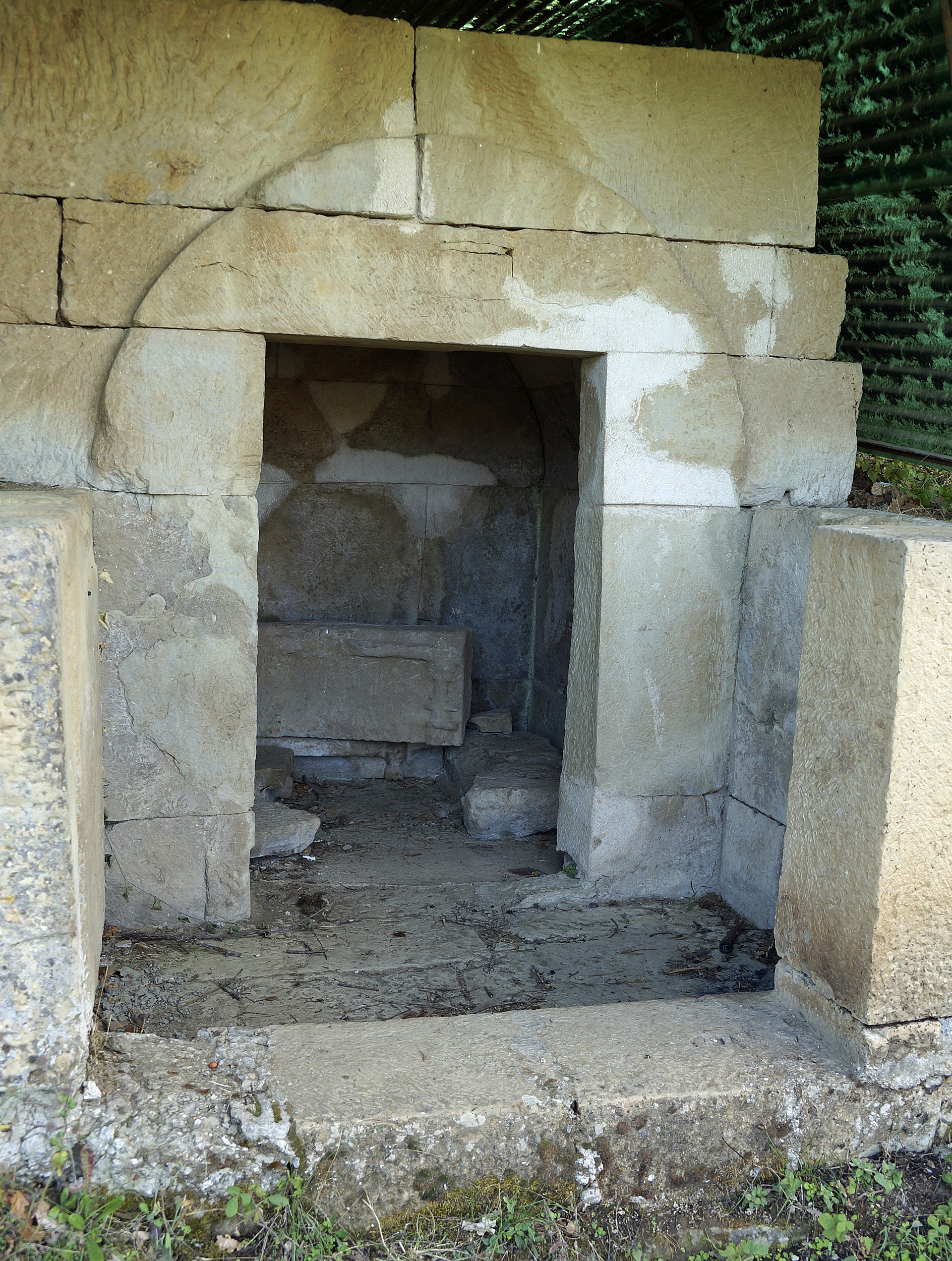
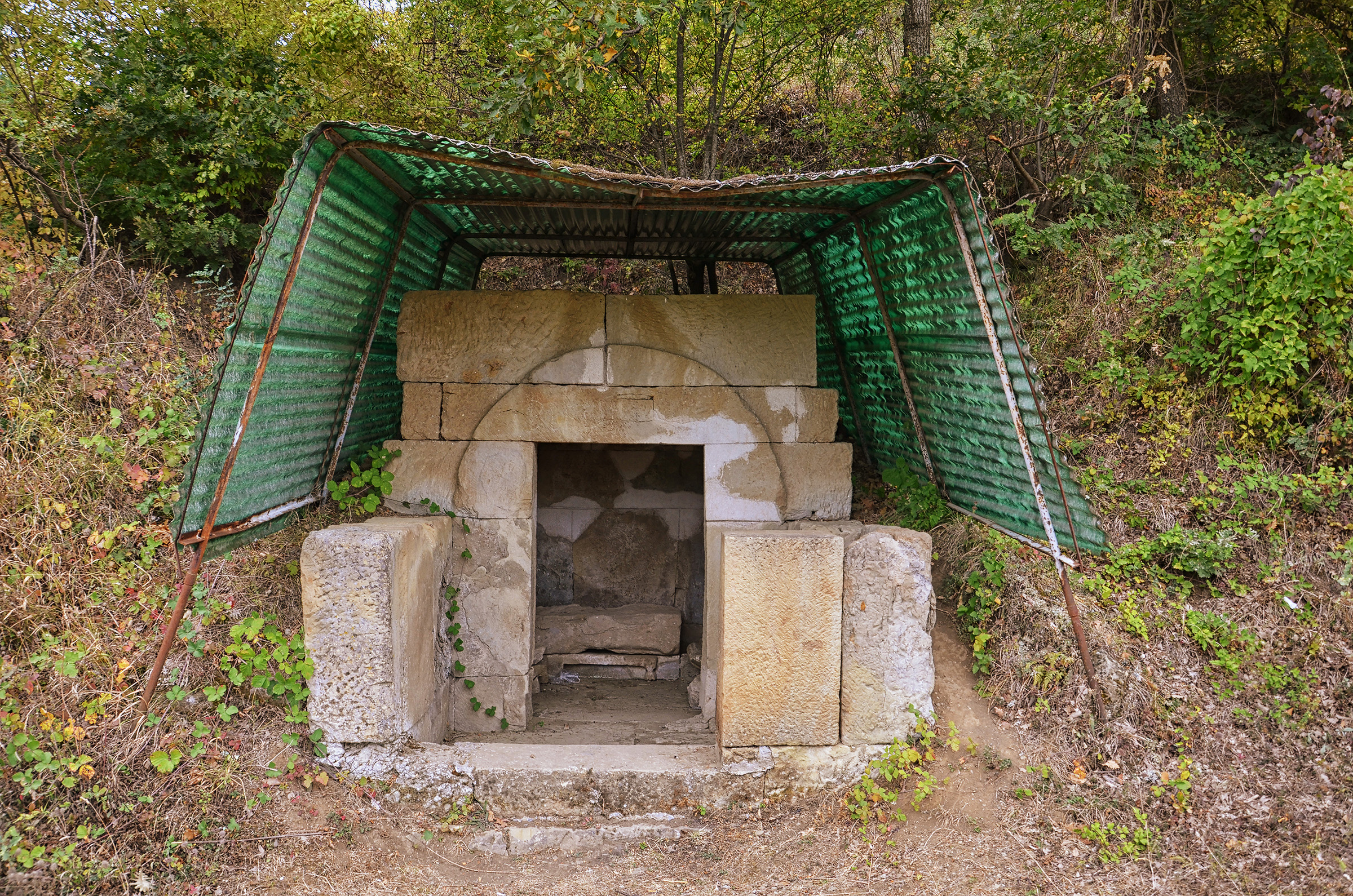
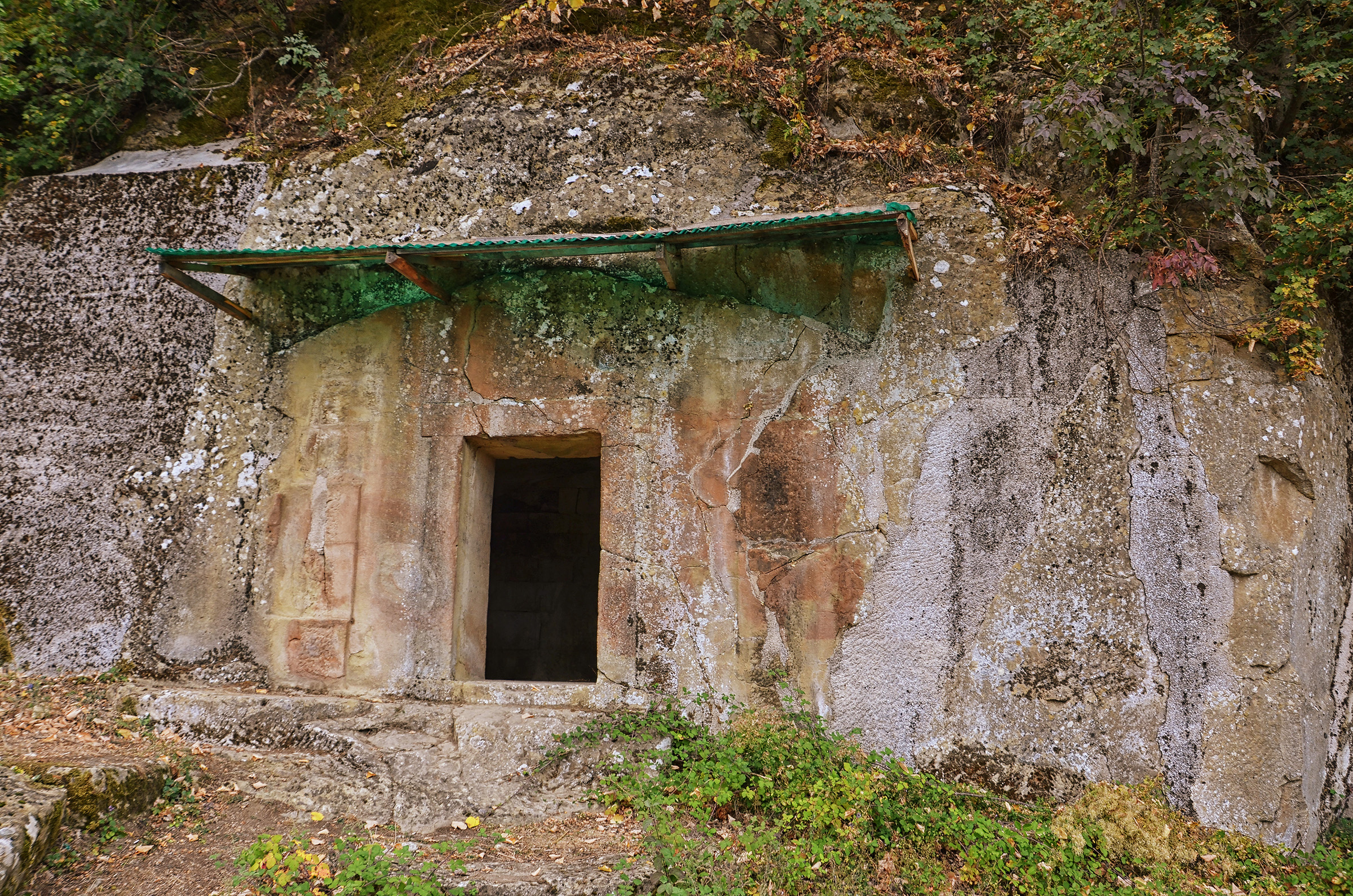
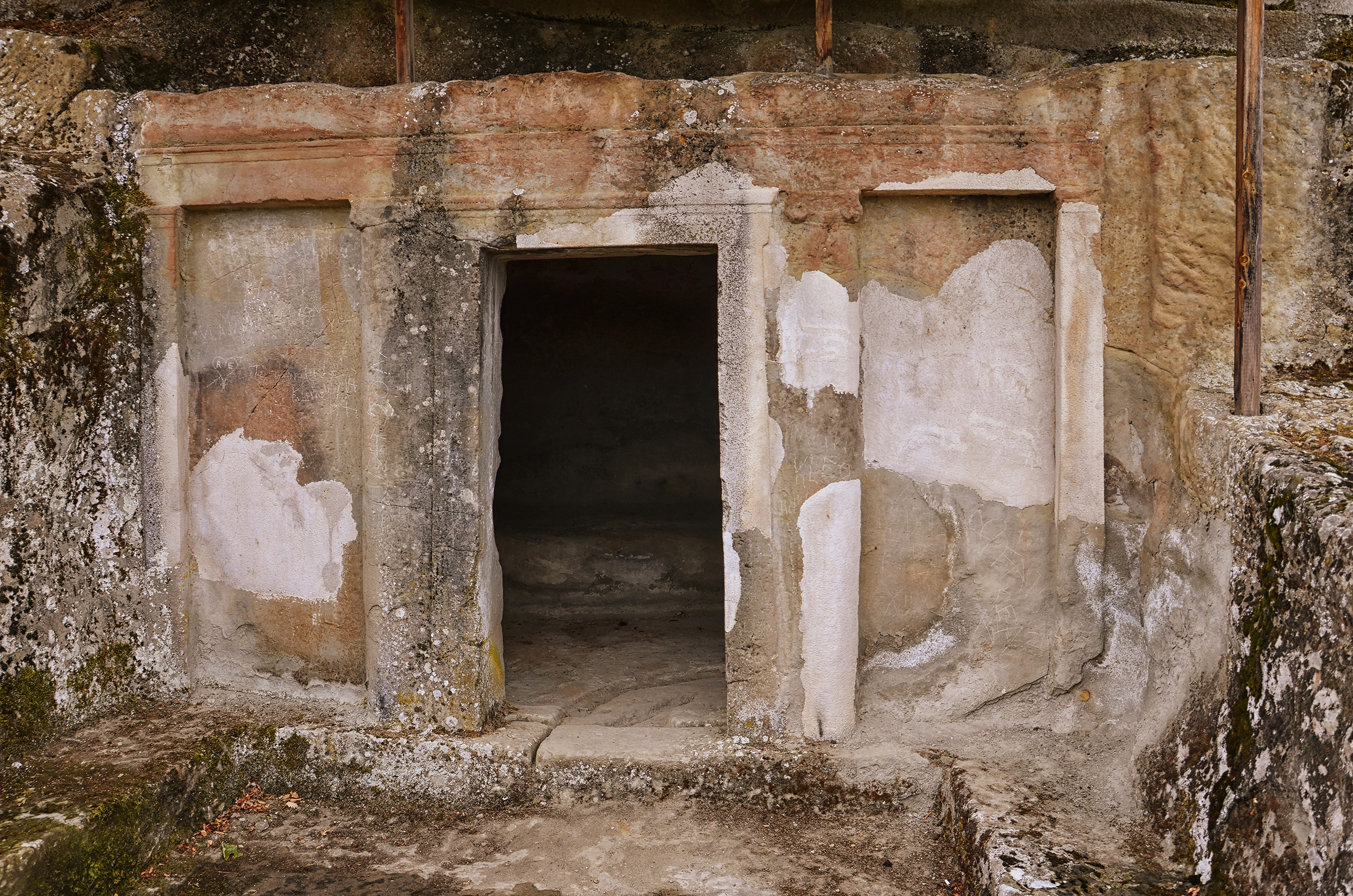